# День Государственного флага Азербайджанской Республики
День государственного флага Азербайджанской Республики (азерб. Azərbaycan Respublikasının Dövlət Bayrağı günü) — один из официально установленных праздников Азербайджана; 17 ноября 2009 года президент Азербайджана Ильхам Алиев подписал распоряжение об учреждении Дня государственного флага. С тех пор 9 ноября каждого года отмечается в республике как День государственного флага. Нерабочий день.
По словам Ильхама Алиева, причиной подписания распоряжения именно 17 ноября является то, что именно 17 ноября 1990 года флаг Азербайджанской Демократической Республики впервые был поднят в Азербайджане как государственный флаг.